# 囊托羊蹄甲
囊托羊蹄甲（学名：Bauhinia touranensis）为豆科羊蹄甲属的植物。分布于越南以及中国大陆的贵州、广西、云南等地，生长于海拔500米至1,000米的地区，常生于山地沟谷疏林以及密林下，目前尚未由人工引种栽培。模式标本采自越南岘港。

## 别名
越南羊蹄甲